# Belisana strinatii
Belisana strinatii là một loài nhện trong họ Pholcidae. Loài này được phát hiện ở Malaysia.